# Cộng hòa Xã hội chủ nghĩa Bosna và Hercegovina
Cộng hòa Xã hội chủ nghĩa Bosna và Hercegovina (tiếng Serbia-Croatia: Socijalistička Republika Bosna i Hercegovina, Социјалистичка Pепублика Босна и Херцеговина), được biết đến cho đến năm 1963 với cái tên Cộng hòa Nhân dân Bosna và Hercegovina, là một nhà nước xã hội chủ nghĩa thành phần của Cộng hòa Liên bang Xã hội chủ nghĩa Nam Tư. Đó là tiền thân của nước Bosna và Hercegovina ngày nay, và được hình thành trong một cuộc họp của phong trào kháng chiến chống phát xít tại Mrkonjić Grad vào ngày 25 tháng 11 năm 1943. Cộng hòa Xã hội chủ nghĩa Bosna và Hercegovina bị hủy bỏ vào năm 1990 khi nước này bỏ các thể chế cộng sản và thiết lập một thể chế kinh tế thị trường gọi là Cộng hòa Bosna và Hercegovina, nó đã tuyên bố độc lập khỏi Nam Tư vào năm 1992. Chính phủ Bosna và Hercegovina nằm trong tay Liên minh những người cộng sản Bosna và Hercegovina cho đến ngày 20 tháng 12 năm 1990. Thủ đô của Cộng hòa Xã hội chủ nghĩa Bosna và Hercegovina là Sarajevo, thành phố vẫn là thủ đô của đất nước Bosna và Hercegovina độc lập.

## Lãnh đạo thể chế

### Chủ tịch
- Chủ tịch Hội đồng Chống phát xít của Giải phóng Nhân dân Bosna và Hercegovina
  - Vojislav Kecmanović (25 tháng 11 năm 1943 - 26 tháng 4 năm 1945)
- Chủ tịch của Đoàn chủ tịch Hội đồng Nhân dân
  - Vojislav Kecmanović (26 tháng 4 năm 1945 - tháng 11 năm 1946)
  - Đuro Pucar (tháng 11 năm 1946 - tháng 9 năm 1948)
  - Vlado Šegrt (tháng 9 năm 1948 - tháng 3 năm 1953)
- Chủ tịch Hội đồng Nhân dân
  - Đuro Pucar (tháng 12 năm 1953 - tháng 6 năm 1963)
  - Ratomir Dugonjić (tháng 6 năm 1963 - 1967)
  - Džemal Bijedić (1967 - 1971)
  - Hamdija Pozderac (1971 - tháng 5 năm 1974)
- Chủ tịch
  - Ratomir Dugonjić (tháng 5 năm 1974 - tháng 4 năm 1978)
  - Raif Dizdarević (tháng 4 năm 1978 - tháng 4 năm 1982)
  - Branko Mikulić (tháng 4 năm 1982 - 26 tháng 4 năm 1984)
  - Milanko Renovica (26 tháng 4 năm 1984 - 26 tháng 4 năm 1985)
  - Munir Mesihović (26 tháng 4 năm 1985 - tháng 4 năm 1987)
  - Mato Andrić (tháng 4 năm 1987 - tháng 4 năm 1988)
  - Nikola Filipović (tháng 4 năm 1988 - tháng 4 năm 1989)
  - Obrad Piljak (tháng 4 năm 1989 - 20 tháng 12 năm 1990)
  - Alija Izetbegović (20 tháng 12 năm 1990 - 8 tháng 4 năm 1992)

### Thủ tướng
- Thủ tướng Bosna và Hercegovina (một bộ phận của chính phủ Nam Tư)
  - Rodoljub Čolaković (7 tháng 3 năm 1945 - 27 tháng 4 năm 1945)
- Thủ tướng
  - Rodoljub Čolaković (27 tháng 4 năm 1945 - tháng 9 năm 1948)
  - Đuro Pucar (tháng 9 năm 1948 - tháng 3 năm 1953)
- Chủ tịch Hội đồng Hành pháp
  - Đuro Pucar (tháng 3 năm 1953 - tháng 12 năm 1953)
- 'Avdo Humo (tháng 12 năm 1953 - 1956)
  - Osman Karabegović (1956 - 1963)
  - Hasan Brkić (1963 - 1965)
  - Rudi Kolak (1965 - 1967)
  - Branko Mikulić (1967 - 1969)
  - Dragutin Kosovac (1969 - tháng 4 năm 1974)
  - Milanko Renovica (tháng 4 năm 1974 - 28 tháng 4 năm 1982)
  - Seid Maglajlija (28 tháng 4 năm 1982 - 28 tháng 4 năm 1984)
  - Gojko Ubiparip (28 tháng 4 năm 1984 - tháng 4 năm 1986)
  - Josip Lovrenović (tháng 4 năm 1986 - tháng 4 năm 1988)
  - Marko Ceranić (tháng 4 năm 1988 - 20 tháng 12 năm 1990)
  - Jure Pelivan (20 tháng 12 năm 1990 - 8 tháng 4 năm 1992)